# Patti LuPone
Patti LuPone, née le 21 avril 1949 à Long Island dans l'État de New York, est une actrice et chanteuse américaine.

## Biographie
Patti LuPone commença sa carrière professionnelle à l'Acting Company en 1972 qui la conduit vers Broadway en commençant par Les Trois Sœurs d'Anton Tchekhov en 1973. Elle reçoit de très nombreuses nominations aux Tony Awards, la première étant pour la comédie musicale The Robber Bridegroom (en). Elle reçoit la récompense la première fois pour le rôle d'Eva Perón d'Evita. Elle joue Fantine dans la distribution de Londres des Misérables, ainsi que Moll dans The Cradle Will Rock (en), recevant l'Olivier Award de 1985 pour son travail et ses interprétations dans ces deux œuvres. Elle est primée d'un deuxième Tony Awards dans le rôle de Mama Rose (en) dans la version de 2008 de Gypsy.
Elle a également été récompensée de deux Grammy Awards, et est introduite en 2006 à l'American Theater Hall of Fame (en),.

## Filmographie

### Cinéma
- 1979 : 1941 : Lydia Hedberg
- 1982 : Philadelphia Security : Lisa D'Angelo
- 1985 : Witness : Elaine
- 1986 : Mafia Salad (Wise Guys) : Wanda Valentini
- 1989 : Miss Daisy et son chauffeur (Driving Miss Daisy) : Florine Werthan
- 1993 : Family Prayers : Tante Nan
- 1999 : The 24 Hour Woman : Joan Marshall
- 1999 : Summer of Sam : Helen
- 1999 : Just Looking : Sylvia Levine Polinsky
- 2000 : Séquences et Conséquences (State and Main) : Sherry Bailey
- 2001 : Braquages (Heist) : Betty Croft
- 2002 : Père et Flic (City by the Sea) : Maggie
- 2003 : Le délateur (Bad Faith) : Van Klerk
- 2011 : Company : Joanne
- 2011 : Union Square : Lucia
- 2013 : Parker : Ascension
- 2016 : The Comedian de Taylor Hackford : Flo Berkowitz
- 2019 : Last Christmas de Paul Feig : Joyce
- 2019 : Cliffs of Freedom de Van Ling : Yia-Yia
- 2022 : L'École du bien et du mal (The School for Good and Evil) de Paul Feig
- 2023 : Beau Is Afraid d’Ari Aster : Mona Wassermann

### Télévision
- 1976 : The Time of Your Life (téléfilm) : Kitty Duval
- 1989-1993 : Corky, un adolescent pas comme les autres (Life Goes On) (série télévisée) : Elizabeth "Libby" Thatcher
- 1992 : The Water Engine (téléfilm) : Rita Lang
- 1993 et 1998 : Frasier (série télévisée) : Pam / Tante Zora Crane
- 1995 : The Song Spinner (téléfilm) : Zantalalia
- 1996 : Her Last Chance (téléfilm) : Joanna Saxen
- 1996-1997 : New York, police judiciaire (Law & Order) (série télévisée) : Ruth Miller
- 1999 : Bonanno: A Godfather's Story (téléfilm) : Miss C. Canzinarra
- 2001 : Les Anges du bonheur (Touched by an Angel) (série télévisée) : Alice Dupree
- 2001 : Sweeney Todd: The Demon Barber of Fleet Street in Concert (téléfilm) : Mme Lovett
- 2002 : Monday Night Mayhem (téléfilm) : Emmy Cosell
- 2003 : Oz (série télévisée) : Stella Coffo
- 2004 : Will et Grace (série télévisée) : Elle-même
- 2007 : Ugly Betty (série télévisée) : Mme Weiner
- 2009 : 30 Rock (série télévisée) : Sylvia Rossitano
- 2011 : Glee (série télévisée) : Elle-même
- 2012 : American Wives  (série télévisée) : Mme Galassini
- 2013-2014 : American Horror Story: Coven (série télévisée) : Joan Ramsay
- 2014 : Girls (série télévisée) : Elle-même
- 2015-2016: Penny Dreadful (série télévisée) : Joan Clayton / Dr. Seward
- 2016 : Steven Universe (dessin animé) : Diamant Jaune (voix américaine)
- 2016 : Crazy Ex-Girlfriend : Rabbin Shari
- 2019 : Pose (série télévisée) : Frederica Norman (saison 2, rôle récurrent)
- 2019 : Steven Universe, le film (film télévisé) : Diamant Jaune (voix américaine)
- 2020 : Steven Universe Future (série télévisée) : Diamant Jaune (voix américaine)
- 2020 : Hollywood (mini-série) : Avis Amberg
- 2022 : American Horror Story: NYC (série télévisée) : Kathy Pizazz (saison 11, rôle principal)
- 2024 : Agatha All Along (série télévisée) : Lilia Calderu
- 2025 : And Just Like That : Gia

## Théâtre et comédies musicales (sélection)
- 1973 : Les Trois Sœurs d'Anton Tchekhov : Irina (débuts à Broadway)
- 1973 : The Beggar's Opera de John Gay - Lucy Lockit (New York)
- 1974 : Next Time I´ll Sing To You - Lizzie (New York)
- 1975 : The Robber Bridegroom (en)
- 1976 : La Femme du boulanger de Marcel Pagnol - Geneviève (tournée à Los Angeles, San Francisco, St. Louis, Boston, Washington)
- 1979 : Evita de Tim Rice et Andrew Lloyd Webber - Eva Peron (Broadway)
- 1984 : Oliver! de Lionel Bart - Nancy (Broadway)
- 1984 : Mort accidentelle d'un anarchiste de Dario Fo - le Reporter (Broadway)
- 1985 : Les Misérables de Herbert Kretzmer et Claude-Michel Schönberg - Fantine (West End)
- 1987 : Anything Goes de Cole Porter - Reno Sweeney (Broadway)
- 1993 : Sunset Boulevard d'Andrew Lloyd Webber - Norma Desmond (West End)
- 1996-1997 : Master Class de Terrence McNally - Maria Callas (Broadway)
- 1997 : The Old Neighborhood - Jolly (Broadway)
- 1998 : Annie du Far West de Herbert, Dorothy Fields et Irving Berlin - Annie (New York)
- 2000-2001 : Sweeney Todd de Stephen Sondheim - Mrs. Lovett (New York, San Francisco et Chicago)
- 2001 : Noises Off - Dotty Otley (Broadway)
- 2002 : A Little Night Music de Sondheim - Desiree (Chicago)
- 2002 : Anything Goes de Porter - Reno Sweeney (Broadway)
- 2004 : Can-Can - La Mome Pistache (New York)
- 2004 : Candide de Leonard Bernstein - la Vieille Dame (New York)
- 2004 : Sunday in the Park with George de Sondheim - Yvonne (Ravinia Festival, Chicago)
- 2005 : Passion - Fosca (New York)
- 2005 : Anyone Can Whistle de Sondheim et Arthur Laurents - Cora (Ravinia Festival, Chicago)
- 2005 : Sweeney Todd de Sondheim - Mrs. Lovett (Broadway)
- 2006 : Gypsy de Jule Styne, Stephen Sondheim et Arthur Laurents - Rose (Ravinia Festival, Chicago)
- 2007 : Grandeur et décadence de la ville de Mahagonny de Bertolt Brecht - Begbick (Los Angeles Opera)
- 2008 : Gypsy de Styne, Sondheim et Laurents - Rose (Broadway)
- 2010 : Annie du Far-West de Fields et Berlin - Annie (Ravinia Festival, Chicago)
- 2010 : Femmes au bord de la crise de nerfs - Lucía (Broadway)
- 2011 : Les Sept péchés capitaux de Brecht - Anna (New York City Ballet)
- 2011 : An Evening with Patti LuPone and Mandy Patinkin - concert au Ethel Barrymore Theatre
- 2011 : Company de Stephen Sondheim et George Furth - Joanne
- 2012 : The Anarchist - Cathy
- 2015 : The Ghosts of Versailles - Samira (Los Angeles)
- 2015 : Shows For Days - Irene (Off-Broadway)
- 2017 : War Paint - Helena Rubinstein (Broadway)
- 2018 : Company - Joanne (West End)
- 2020 : Company - Joanne (Broadway)